# Charles Emmanuel de Vintimille
Charles Emmanuel de Vintimille (Versalhes, 9 de setembro de 1741 - Fontainebleau, 24 de fevereiro de 1814) foi filho ilegítimo do rei Luís XV de França e de sua amante Pauline Félicité de Mailly-Nesle. Era chamado de "Pequeno Luís", devido a sua semelhança com o pai.

## Biografia
Charles Emmanuel nasceu a 9 de setembro de 1741 em Versalhes, era filho ilegítimo do rei Luís XV de França e de sua amante Pauline Félicité de Mailly-Nesle, marquesa de Vintimille. A marquesa não se recuperou do parto e acabou falecendo dias depois. Ele então foi enviado para ser criado por sua tia, Senhora de Mailly, tendo o rei ficado a cargo de todas as duas despesas. Mais tarde, Madame de Pompadour, queria casar sua filha com Charles, contudo o rei não permitiu a união.

## Carreira militar
Em 1758, Charles Emmanuel se juntou ao Regimento de Cavalaria Bourbon. Logo, no ano seguinte, se converteu em capitão e logo, em governador de Porquerolles e tenente em 1764. No ano seguinte tornou-se coronel do Regimento Royal-Corse e por último, em 1781, se converteu em Marechal de campo.

## Casamento e descendência
Charles Emmanuel casou-se com Adélaïde de Castellane (1746-1770), filha de Gaspard, marquês de Castellane, visconde d'Esparron. Tiveram três filhos:
- Charles Félix René de Vintimille (1765-1806), conde de Luc, casou-se com Marie-Gabrielle de Lévis (1765-1794), com descendência;
- Adélaïde Pauline Constantine de Vintimille (1767-1825), casou-se com Henri de Lostanges, marquês de Sainte-Alvère (1755-1807), com descendência;[6]
- Candide Dorothée Louise de Vintimille (1767-1820), casou-se com Jean-Baptiste de Félix, barão d'Ollières, conde du Muy, (1755-1807), sem descendência.[7]